# ベル・カナダ
ベル・カナダ（英: Bell Canada）は、カナダの大手電気通信事業者。本社はケベック州モントリオール。持株会社、BCE Inc.（Bell Canada Enterprisesの略称）の傘下の主要企業である。
カナダ各地域の通信事業者であるベル・アリアント（Bell Aliant）、ノースウェステル（Northwestel）、テレベック（Télébec）、ノーザンテル（NorthernTel）を傘下に抱え、マニトバ州以東のほとんどの地域で既存地域電話会社（ILEC）となっており、西部では新規参入地域電話会社（CLEC）となっている。おおよそのサービス地域でロジャース・コミュニケーションズと、アルバータ州やブリティッシュコロンビア州では現地の既存地域電話会社であるテラス（Telus）との競合になっている。現在、ベル・カナダ及び傘下の電話会社に合計1300万回線が加入しており、また携帯電話部門のベル・モビリティ（Bell Mobility）は約580万の契約者数を抱えている。